# Liste des ministres sud-africains des Entreprises publiques
Les ministres des entreprises publiques  d'Afrique du Sud sont chargés de superviser ou de surveiller la gestion des entreprises publiques dont l’État sud-africain est actionnaire dans des secteurs clés de l'économie telle que la défense, l'énergie, les forêts, l'exploitation minière et les transports.
Le département ministériel des entreprises publiques assure notamment la tutelle de Transnet (transports), South African Airways, Eskom, SAFCOL (compagnie forestière) ou Alexkor (extraction diamantifère). 
Le ministère est situé 1090 Arcadia Street, Hatfield à Pretoria.

## Liste des ministres sud-africains des entreprises publiques
| #  | Nom du ministre   |  | Nom du Ministère                   | période                           | parti |
| -- | ----------------- |  | ---------------------------------- | --------------------------------- | ----- |
| 1. | Dawie de Villiers |  | Ministre des entreprises publiques | novembre 1989 - 10 mai 1994       | NP    |
| 2. | Stella Sigcau     |  | Ministre des entreprises publiques | 11 mai 1994 - 16 juin 1999        | ANC   |
| 3. | Jeff Radebe       |  | Ministre des entreprises publiques | 17 juin 1999 - 28 avril 2004      | ANC   |
| 4. | Alec Erwin        |  | Ministre des entreprises publiques | 29 avril 2004 - 24 septembre 2008 | ANC   |
| 5. | Brigitte Mabandla |  | Ministre des entreprises publiques | 25 septembre 2008 - 10 mai 2009   | ANC   |
| 6. | Barbara Hogan     |  | Ministre des entreprises publiques | 11 mai 2009 - 31 octobre 2010     | ANC   |
| 7. | Malusi Gigaba     |  | Ministre des entreprises publiques | 2010 - 2014                       | ANC   |
| 8. | Lynne Brown       |  | Ministre des entreprises publiques | 2014 - 2018                       | ANC   |
| 9. | Pravin Gordhan    |  | Ministre des entreprises publiques | 28 février 2018 - 19 juin 2024    | ANC   |